# أوه إفريقيا
أوه أفريقيا (بالإنجليزية: Oh Africa)‏ هي أغنية للفنان إيكون بالتعاون مع كيري هيلسون، والأغنية أحد أغناني ألبوم استمع! الألبوم الرسمي لبطولة كأس العالم 2010. وهي عبارة عن أغنية خيرية تم إصدارها لجمع التبرعات لمؤسسة إيكون الخيرية "Konfidence" لمساعدة الأطفال الفقراء في أفريقيا. تم إصدار الأغنية جنبا إلى جنب مع الفيديو كتحميل رقمي (Digital download) في حفل جوائز غرامي الثاني والخمسين والذي أقيم في 31 يناير 2010. ظهر في الفيديو الموسيقي لاعبي كرة القدم تييري هنري، ديدييه دروغبا، كاكا، فرناندو توريس، ليونيل ميسي، فرانك لامبارد، مايكل بالاك، أندري أرشافين.

## وصلات خارجية
- أوه أفريقيا على اليوتيوب.
- كلمات الأغنية في مترولايركس.